# Parlament (ancien régime)

Francouzské parlementy a území jejich působnosti. Šedě vyznačená území nebyla k roku 1789 součástí Francie.

Parlament (francouzsky parlement) byla francouzská královská soudní instituce v období starého režimu. Jejich funkce byla obdobná jako u odvolacího soudu. Pravomoci byly všem parlamentům pozastaveny v listopadu 1789, k zrušení došlo v září 1790.

## Historie
Parlament jako soudní instituce se objevil v polovině 13. století a postupně se vyvinul v samostatný soud s pravidelným zasedáním. Ludvík IX. jej nechal usídlit na ostrově Cité v dnešním Justičním paláci. V roce 1278 mu Filip III. Francouzský udělil první generální předpis. Od 15. století vzniklo ve Francii dalších 13 parlamentů, ovšem pařížský, díky sídlu krále, mezi nimi získal výjimečné postavení.
Od roku 1443 až do zrušení existovaly následující parlamenty: Douai, Arras, Metz, Nancy, Colmar, Dijon, Besançon, Grenoble, Aix, Perpignan, Toulouse, Pau, Bordeaux, Rennes a Rouen.